# Дэн Юйчэн
Дэн Юйчэн (кит. 鄧宇成; род. 25 апреля 1999, Тайбэй) — тайваньский лучник, специализирующийся в стрельбе из олимпийского лука. Серебряный призёр Олимпийских игр и летней Универсиады.

## Биография
Дэн Юйчэн родился 25 апреля 1999 года.
Учился в Спортивном университете Тайваня в Таоюане.

## Карьера
В 2017 году принял участие на трёх этапах Кубка мира. Лучший результат показал в Солт-Лейк-Сити, добравшись до 1/8 финала, а в Анталии и Шанхае проиграл уже на стадии 1/32 финала. Вместо с командой завоевал серебряную медаль Кубка мира и Универсиады в Тайбэе. На чемпионате мира в Мехико медали выиграть не смог, завершив выступления в личном турнире на 1/32 финала, а в командном турнире — на 1/8 финала.
В 2019 году принял участие в молодёжном чемпионате мира в Мадриде, где стал девятым в личном турнире, в мужском командном занял пятое место, а в смешанных парах также стал девятым. На Кубке мира в Шанхае дошёл до 1/16 финала, а в Анталии и Берлине не сумел пройти дальше 1/32. Вместе с командой выиграл золото на Кубке мира. Принял участие на взрослом чемпионате мира в Хертогенбосе, где со сборной Китая стал восьмым в командном турнире, обеспечив своей стране путёвку на Олимпиаду, но в личном турнире вновь проиграл на стадии 1/32 финала.
В 2021 году принял участие на перенесённой из-за пандемии коронавируса Олимпиаде в Токио. В мужском командном турнире в первом раунде сборная Китайского Тайбэя победила бронзовых призёров Олимпиады-2016 австралийцев в перестрелке, а в четвертьфинале оказались сильнее представителей Китайской Народной Республики. В полуфинале после сухой победы над Нидерландами обеспечили себе медаль, но в финале также всухую уступили лучникам Республики Корея. Таким образом, Дэн Юйчэн завоевал олимпийское серебро. В индивидуальном первенстве тайваньский лучник в первом раунде проиграл индийскому спортсмену Атану Дасу со счётом 4:6 и выбыл из борьбы за медаль.